# Cereus kroeneinii
Cereus kroeneinii là một loài thực vật có hoa trong họ Cactaceae. Loài này được (R. Kiesling) P.J. Braun & Esteves mô tả khoa học đầu tiên năm 1995.

## Hình ảnh

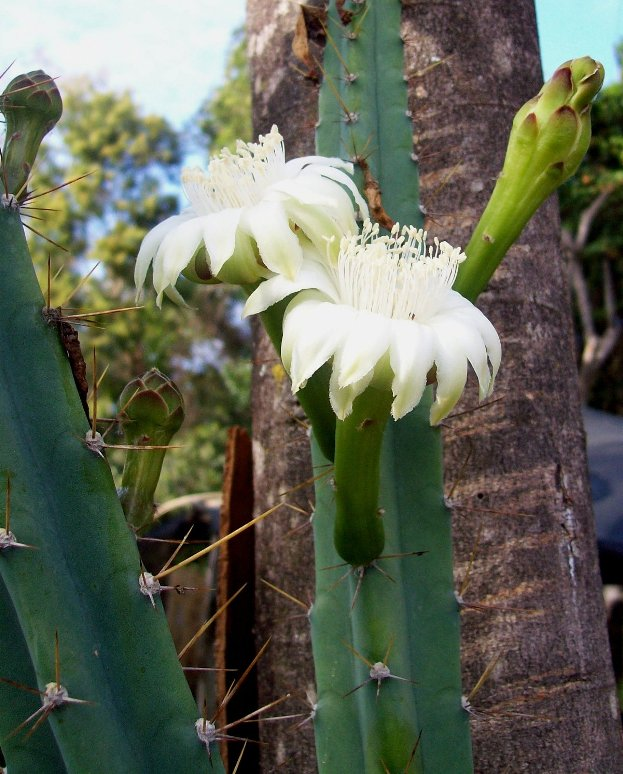